# Yuele, Gansu
Yuele är en köping i nordvästra Kina. Den ligger i Huachi härad i Qingyang i provinsen Gansu, omkring 370 kilometer öster om provinshuvudstaden Lanzhou. Antalet invånare är 11 994. Befolkningen består av 5 817 kvinnor och 6 177 män. Barn under 15 år utgör 16,0 %, vuxna 15-64 år 74 %, och äldre över 65 år 8,0 %.